# 法伊夫卡
51°59′47″N 32°56′0″E / 51.99639°N 32.93333°E
法伊夫卡（烏克蘭語：Фаївка），是烏克蘭的村落，位於該國北部切爾尼戈夫州，由諾夫哥羅德-謝韋爾斯基區負責管轄，面積1.27平方公里，海拔高度177米，2001年人口359，人口密度每平方公里282.7人。